# البيئة الاستشفائية
البيئة الاستشفائية ومباني الرعاية الصحية تصف الوضع المادي والثقافة التنظيمية التي تدعم المرضى وعائلاتهم من خلال الضغوط التي يفرضها المرض، والمستشفيات، والزيارات الطبية، وعملية الشفاء، وأحيانًا العزاء.
إن فلسفة هذا المفهوم متجذرة في أبحاث علوم الأعصاب، وعلم النفس البيئي، ومناعة عصبية نفسية، وعلم الاحياء التطوري، فالخيط المشترك الرابط بين هيئات البحوث هذه هو التأثيرات الفسيولوجية للضغوط الفردية والقدرة على الشفاء. أما من الناحية النفسية فالبيئات الداعمة تمكن المرضى وعائلاتهم من التعامل مع المرض وتجاوزه.
هناك التباس كبير حول ما يشكل بيئة الشفاء. حيث يعود بعضها إلى ما يعرف ب«مشروع حسن ضيافة الرعاية الصحية» لعام 1980 باعتبارها بيئات شفائية. ففي حين أن بعض الفنادق لديها مستوى عال من التصميم والدراما التي قد تكون جذابة من الناحية الجمالية، فإنها تفتقر عموما لتلك الجودة التي يمكن أن يعتبرها الشخص مكانا استشفائيا أو مساعدا على الراحة البدنية أو الاستشفاء الروحي.

## هدفها
الهدف من كل البيئات الشفاء هو إشراك المرضى في عملية واعية للشفاء الذاتي والنمو الروحي. فهذه الأماكن قد صممت لتكون أماكن للرعاية والعلاج، والأهم من ذلك، الحد من التوتر. وهذا هو النهج القائم على البحوث الهادفة إلى القضاء على الإجهاد البيئي، ووضع المرضى في اتصال مع الطبيعة وقت المعالجة.
أن يصبح المستشفى بيتا للمرضى المقيمين هو أهم شي بالنسبة للراحة والحياة الطبيعية كزيارة أفراد الأسرة والأصدقاء وقضاء بعض الوقت معهم. مع التقدم في مجال الرعاية الصحية ومعالجة معظم المرضى في العيادات الخارجية والتي يأتي إليها المرضى من أجل الإجراءات العادية أو من أجل الاختبارات ومن ثم يعودون إلى ديارهم. أما المرضى المقيمين فهم الأكثر عرضة للحالات الخطيرة مما قد يستوجب منهم البقاء لعدة أيام وأحيانا لعدة أشهر. وهذا ما يفسر الاتجاه المتزايد نحو خلق بيئات الرعاية الصحية التي تجعل ليس فقط للمريض، ولكن أيضا ذويهم أيضا بأن بشعروا بالاسترخاء وقد ينسوا انهم في المستشفى. وقد ثبت أنه أن كان شخص ما يشعر بالاسترخاء والراحة فقد يمكنه من الشفاء بسرعة والشعور بالراحة أكثر.

## تهيئة البيئة الاستشفائية
إن 80% من الإضاءة المحيطة بنا تأتي مما نراه في بيئتنا وذلك التأثير الكبير من خلال ذلك الضوء الموجود في البيئة. حيث أن تصميم الإضاءة في بيئات الرعاية الصحية هو عامل رئيسي في خلق حالات الشفاء. فمنذ أن قيل أن تصميم بيئات الرعاية الصحية لها تأثير على نتائج المريض، إلا أنه وبسبب ارتفاع تكاليف ترميم وإعادة بناء المستشفيات، فالتغيير في الإضاءة يصبح له وسيلة فعالة من حيث التكلفة من أجل تحسين البيئات الصحية القائمة. وقد ثبت أن الأشخاص المحاطون بالضوء الطبيعي هم أكثر إنتاجية ويعيشون حياة أكثر صحة. فالمرضى العليلون، الذين تحيط بهم المعدات الطبية والجدران البيضاء آخر ما يريدونه هو الظلام وغرفة خانقة. وهذا هو المهم في كل غرفة حيث يجب أن يكون لها نافذة لإدخال الضوء الطبيعي وإيجاد حيز للمساعدة على إيجاد بيئة استشفائية للمريض.

## وصلات خارجية
- The Center for Health Design, Nonprofit research and advocacy organization that promotes the use of evidence-based design to create healing environments.
- Healing Environments, Nonprofit dedicated to the mission of creating healing environments to comfort the suffering.